# Pascale Criton

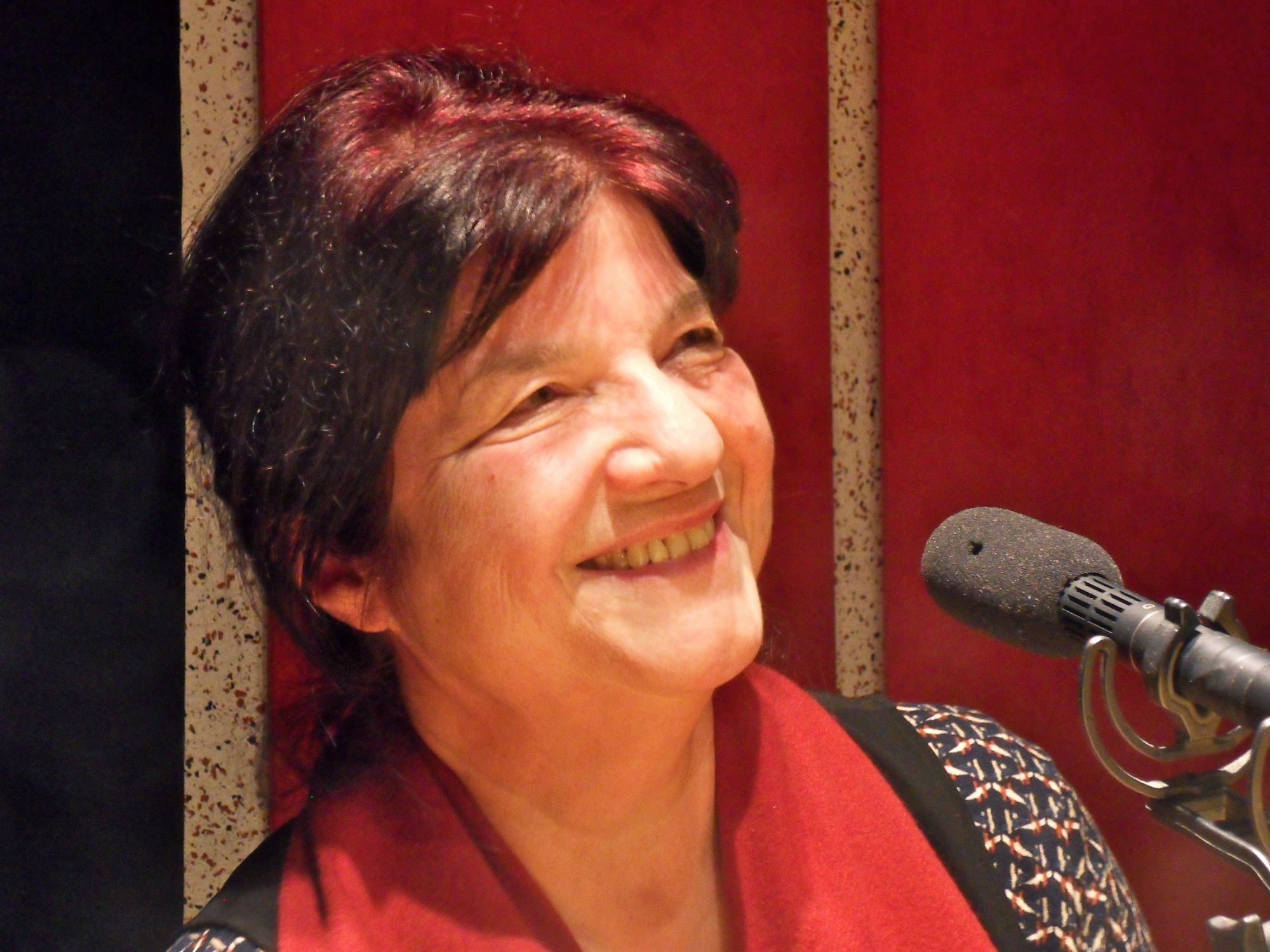
Pascale Criton

Pascale Criton (* 1954 in Paris) ist eine französische Komponistin und Musikwissenschaftlerin.
Sie arbeitet mit zeitgenössischer und insbesondere mikrotonaler Musik. Dabei nutzt sie öfters Zwölftel- und Sechzehntel-Tonhöhen-Differenzen wegen deren besonderer Wahrnehmung.

## Werke
- Mémoires for 1/16 tone piano (1982)
- Thymes, für Viertelton-Piano und Audiosynthese (1988)
- Clines, pour flûte basse, clarinette, violon, violoncelle, piano et bande (1990)
- Biffurcations for cello and 1/16 tone piano (1994)
- La Ritournelle et le galop, pour guitare accordée en 1/16e de ton (1995)
- Territoires imperceptibles, pour flûte basse, guitare accordée en 1/16e de ton et violoncelle(1997)
- Le passage des heures, For voice, cello, violin and flute (1998)
- Artefacts for flute, clarinet, horn, timbales, three guitars (amplified, in 1/12 tone), violin, viola, cello, doublebasse(2001)

| Personendaten    | Personendaten                                       |
| ---------------- | --------------------------------------------------- |
| NAME             | Criton, Pascale                                     |
| KURZBESCHREIBUNG | französische Musikwissenschaftlerin und Komponistin |
| GEBURTSDATUM     | 1954                                                |
| GEBURTSORT       | Paris                                               |